# عبدالمالک بن حبیلس
عبدالمالک بن حبیلس (عربی: عبد المالك بن حبيلس؛ زادهٔ ۲۷ آوریل ۱۹۲۱ – درگذشتهٔ ۲۸ دسامبر ۲۰۱۸) یک سیاست‌مدار اهل الجزایر بود. عبدالمالک بن حبیلس در ۲۸ دسامبر ۲۰۱۸، در سن ۹۷ سالگی درگذشت.